# Rieseler R III/22
Die Rieseler R III/22 war ein einmotoriges Flugzeug der Brüder Werner und Walter Rieseler.

## Geschichte
Im Jahre 1921 entwickelten die Brüder Werner und Walter Rieseler mit der Rieseler R II ein kleines einsitziges Sportflugzeug, dessen Flugeigenschaften sich als so gut erwiesen, dass sich die Firma Stahlwerk Mark in Breslau zum Serienbau bereit erklärte. Ein Jahr später erschien die Maschine dann mit einigen Verbesserungen als Rieseler R III/22.
Bekannt wurde das Flugzeug im Jahr 1923 durch die Teilnahme an einem Flugwettbewerb in Göteborg und vor allem durch die Landung von Antonius Raab auf der Straße Unter den Linden im Zentrum von Berlin.
Eine vergrößerte Ausführung mit zwei Sitzen stellte die Rieseler R IV dar, deren Produktion jedoch schon 1927 wieder eingestellt worden ist.

## Konstruktion
Das als Hochdecker ausgelegte Flugzeug wurde in Gemischtbauweise hergestellt. Die Tragflächen und der Rumpf bestanden aus einem stoffbespannten Holz- und Stahlrohrfachwerk. Angetrieben wurde das Flugzeug anfangs von dem Zweizylinder-Boxermotor Haacke HFM 2a mit 20,5 kW Leistung. Später wurden auch ein Anzani-Motor mit einer Leistung von 37 kW (R IIIa/22) und ein selbst entwickelter Mark-Motor mit einer Leistung von 28,6 kW (R IIIb/22) verwendet.

## Technische Daten
| Kenngröße            | Rieseler R III/22 |
| -------------------- | ----------------- |
| Besatzung            | 1                 |
| Passagiere           | –                 |
| Länge                | 5,28 m            |
| Spannweite           | 7,20 m            |
| Höhe                 | 1,80 m            |
| Flügelfläche         | 10,00 m²          |
| Flügelstreckung      | 5,2               |
| Startmasse           | 355 kg            |
| Reisegeschwindigkeit | 120 km/h          |
| Gipfelhöhe           | 3500 m            |
| Reichweite           | 350 km            |

## Erhaltene Exemplare
Die einzige noch erhaltene Originalmaschine mit dem Kennzeichen S-AAR befindet sich im Luftfahrtmuseum beim Flughafen Stockholm/Arlanda.
Ein Nachbau befindet sich im Luftfahrt-Museum Laatzen-Hannover. Zwei weitere Nachbauten sind in Deutschland zugelassen worden. Einer davon befindet sich heute im Flugplatzmuseum Cottbus.